# Старе Седлисько
Старе Седлисько (пол. Stare Siedlisko, нім. Ebersbach) — село в Польщі, у гміні Вільчента Браневського повіту Вармінсько-Мазурського воєводства.
Населення — 252 особи (2011).
У 1975-1998 роках село належало до Ельблонзького воєводства.

## Демографія
Демографічна структура станом на 31 березня 2011 року:
|          | Загалом | Допрацездатний вік | Працездатний вік | Постпрацездатний вік |
| -------- | ------- | ------------------ | ---------------- | -------------------- |
| Чоловіки | 133     | 31                 | 90               | 12                   |
| Жінки    | 119     | 23                 | 70               | 26                   |
| Разом    | 252     | 54                 | 160              | 38                   |